# Vladimir Niederhaus
Vladimir Viktorovitch Niederhaus (en russe : Владимир Викторович Нидергаус) est un footballeur international kazakh né le 13 août 1967 à Kokchetav. Il possède également les nationalités allemande et russe.
Il est actif dès l'âge de 16 ans en 1984 avec le Torpedo Kokchetav. Il doit cependant mettre sa carrière entre parenthèses l'année suivante en raison de la conscription. Il revient ensuite en 1988 et joue perpétuellement jusqu'en 2004. Durant cette période, il évolue notamment au sein du Rotor Volgograd entre 1992 et 1997 puis en 1999, jouant 199 matchs et marquant 78 buts pour le club où il se démarque comme une des grandes figures de son âge d'or à cette époque.
Possédant les citoyennetés kazakhe et russe à la chute de l'Union soviétique, Niederhaus évolue dès 1992 avec la sélection kazakhe, pour laquelle il joue quatre matchs entre 1992 et 2000. Il connaît également une sélection avec la Russie en 1994.

## Biographie

### Carrière en club

#### Formation et premières années (1984-1992)
Né dans une famille d'origine souabe à Kokchetav, c'est dans cette ville qu'il effectue sa formation au sein du club local du Torpedo, avec qui il fait ses débuts professionnels à l'âge de 16 ans lors de la saison 1984 en troisième division soviétique, jouant huit matchs. Pour sa deuxième saison, il dispute trente-neuf matchs et marque trois buts. Il arrive cependant alors à l'âge de la conscription et est obligé de mettre sa carrière entre parenthèses à l'automne 1985 pendant un peu plus de deux ans. Il retourne par la suite au Torpedo en 1988 avant de passer un an et demi dans l'autre équipe du Stroïtel dans le championnat de la RSS du Kazakhstan. Il revient par la suite dans son club de formation, renommé Spartak entre-temps, où il effectue un peu plus d'une saison en quatrième division, inscrivant notamment dix-sept buts en vingt-huit matchs lors de la saison 1990.
Il rejoint peu après le début de l'exercice 1991 le Kaïrat Almaty au sein de la deuxième division soviétique, et y marque douze buts en vingt-neuf matchs. Après la fin de l'Union soviétique et le replacement du Kaïrat dans le nouveau championnat kazakh, il dispute le début de la saison 1992 qui le voit marquer huit buts en onze matchs et contribuer en partie à la victoire du club à la fin de l'année.

#### Passage au Rotor Volgograd (1992-1997)
Ses performances avec le Kaïrat lui valent d'être convoité par plusieurs équipes au cours de l'été 1992, dont notamment le Spartak Moscou. Ce transfert n'a cependant pas lieu en raison de problèmes quant au logement du joueur. Niederhaus décide finalement de rallier le Rotor Volgograd et découvre dans la foulée la première division russe. S'imposant très rapidement comme titulaire, il y fait ses débuts le 30 août contre le Dinamo Stavropol et inscrit ses premiers buts dix jours plus tard en marquant un doublé contre le Dinamo-Gazovik Tioumen pour une victoire 3-2. Il inscrit ainsi huit buts en onze matchs lors de la deuxième moitié de l'année 1992. Il continue par la suite sur sa lancée la saison suivante qui le voit marquer treize buts tandis que le Rotor termine vice-champion derrière le Spartak Moscou. Il prend ainsi part en 1994 à la Coupe UEFA, où les siens sont cependant rapidement éliminés par le FC Nantes.
L'année 1995 le voit inscrire quatorze buts en championnat, incluant notamment un triplé lors de la victoire 7-0 du Rotor face au Jemtchoujina Sotchi. Il dispute dans la foulée la finale de la Coupe de Russie, finalement perdue aux tirs au but face au Dynamo Moscou. Il est par la suite buteur cette année-là en Coupe UEFA face à Manchester United lors du match nul 2-2 à Old Trafford qui permet au club de Volgograd d'éliminer les Anglais lors du premier tour. Il est ensuite buteur à nouveau contre Bordeaux mais ne peut cette fois empêcher l'élimination des siens.
Auteur de seize buts lors de l'exercice 1996, il connaît là sa saison la plus prolifique et est auteur cette année-là d'un triplé face au Rostselmach Rostov et de quatre doublés en championnat. Il prend également part à six matchs de Coupe Intertoto où le Rotor atteint la finale. Bien que moins prolifique l'année suivante, il contribue tout de même à la deuxième place du club en marquant huit buts et inscrit trois buts en Coupe UEFA, dont un doublé face à Örebro.

#### Fin de carrière (1998-2004)
Quittant Volgograd en fin d'année 1997, Niederhaus décide alors de quitter la Russie pour rallier Israël où il signe dans le club du Maccabi Haïfa pour la fin de la saison 1997-1998, marquant trois buts en onze matchs tandis que le club termine troisième du championnat et remporte la Coupe d'Israël. Il est libéré au terme de l'exercice et rejoint alors le Maccabi Herzliya où il est cependant très peu utilisé, ne jouant que quatorze matchs tandis que l'équipe échappe de peu à la relégation en fin de saison. Il rentre par la suite en Russie et fait son retour au Rotor Volgograd pour la fin d'année 1999, mais ne joue que neuf matchs sans marquer le moindre buts alors que le club termine treizième en championnat.
Il quitte par la suite définitivement la Russie et retourne cette fois au Kazakhstan en joignant l'équipe du Jenis Astana avec qui il effectue sa dernière saison pleine en 2000 en disputant vingt-huit matchs et inscrivant quinze buts, ce qui lui permet de se classer deuxième meilleur buteur de la compétition finalement remportée par les siens. Il s'en va par la suite en fin de saison et reste inactif pendant une grande partie de l'année 2001 avant de partir s'installer en Allemagne, où il obtient dans la foulée la nationalité allemande, et évolue au sein des divisions amateurs en effectuant des passages brefs au Preußen Münster, au Bremer SV puis enfin au SC Weyhe avant de mettre un terme définitif à sa carrière en juillet 2004, à l'âge de 36 ans.

### Carrière internationale
Peu après la fin de l'Union soviétique et l'organisation de l'équipe nationale kazakhe, Niederhaus est immédiatement appelé au sein de l'équipe par Bakhtiyar Baiseitov (en) et dispute notamment le premier match de l'histoire de la sélection face au Turkménistan le 1er juin 1992 et marque alors le but de la victoire en fin de rencontre, devenant donc le premier buteur de l'histoire de la sélection kazakhe. Il dispute par la suite deux autres rencontres avec le Kazakhstan cette année-là.
Deux ans après sa première sélection avec l'équipe kazakhe, Niederhaus est cette fois appelé avec la Russie par Oleg Romantsev au mois d'août 1994 et dispute la fin du match amical face à l'Autriche, remplaçant Igor Simutenkov. Il n'est cependant pas rappelé par la suite et retrouve même la sélection kazakhe en 2000 pour un dernier match.

### Carrière dans le management
Après la fin de sa carrière, Niederhaus devient directeur général au Rotor Volgograd entre avril 2005 et avril 2006. Il occupe par la suite ce poste au Chakhtior Karagandy entre août 2007 et septembre 2008. Durant ce passage, il est notamment impliqué dans un scandale de match truqué lors de ce dernier mois, qui lui vaut d'être exclut de toute activités liées au football pour une durée de 60 mois. L'interdiction est cependant levée au mois de mars 2009. Il reprend ainsi du service en début d'année 2010 en rejoignant brièvement le Lokomotiv Astana  avant de revenir au Chakhtior entre avril 2010 et juillet 2011. Il est ensuite nommé par la fédération kazakhe en tant que directeur du département consacré aux équipes nationales en juin 2012 et occupe cette position jusqu'en mai 2015. Il retourne ensuite au Chakhtior en tant que directeur exécutif en décembre 2015 avant de s'en aller dès le mois de février 2016 pour des raisons de santé. Il occupe par la suite un poste de directeur sportif au Tobol Kostanaï entre juillet 2017 et la fin d'année 2018 puis au sein du club biélorusse du Chakhtior Salihorsk depuis septembre 2021.

## Statistiques
| Saison                | Club                  | Championnat           | Championnat | Championnat | Coupe(s) nationale(s) | Coupe(s) nationale(s) | Compétition(s) continentale(s) | Compétition(s) continentale(s) | Compétition(s) continentale(s) | Total | Total |
| Saison                | Club                  | Division              | M.          | B.          | M.                    | B.                    | Comp.                          | M.                             | B.                             | M.    | B.    |
| 1984                  | Torpedo Kokchetav     | D3                    | 8           | 0           | -                     | -                     | -                              | -                              | -                              | 8     | 0     |
| 1985                  | Torpedo Kokchetav     | D3                    | 39          | 3           | -                     | -                     | -                              | -                              | -                              | 39    | 3     |
| Sous-total            | Sous-total            | Sous-total            | 47          | 3           | -                     | -                     | -                              | -                              | -                              | 47    | 3     |
| 1990                  | Spartak Kokchetav     | D4                    | 28          | 17          | -                     | -                     | -                              | -                              | -                              | 28    | 17    |
| 1991                  | FK Kokchetav          | D4                    | 5           | 2           | -                     | -                     | -                              | -                              | -                              | 5     | 2     |
| Sous-total            | Sous-total            | Sous-total            | 33          | 19          | -                     | -                     | -                              | -                              | -                              | 33    | 19    |
| 1991                  | Kaïrat Almaty         | D2                    | 29          | 12          | -                     | -                     | -                              | -                              | -                              | 29    | 12    |
| 1992                  | Kaïrat Almaty         | D1                    | 11          | 8           | 1                     | 1                     | -                              | -                              | -                              | 12    | 9     |
| Sous-total            | Sous-total            | Sous-total            | 40          | 20          | 1                     | 1                     | -                              | -                              | -                              | 41    | 21    |
| 1992                  | Rotor Volgograd       | D1                    | 11          | 8           | -                     | -                     | -                              | -                              | -                              | 11    | 8     |
| 1993                  | Rotor Volgograd       | D1                    | 30          | 13          | 2                     | 3                     | -                              | -                              | -                              | 32    | 16    |
| 1994                  | Rotor Volgograd       | D1                    | 26          | 9           | 2                     | 0                     | C3                             | 2                              | 0                              | 30    | 9     |
| 1995                  | Rotor Volgograd       | D1                    | 28          | 14          | 4                     | 0                     | C3                             | 4                              | 2                              | 36    | 16    |
| 1996                  | Rotor Volgograd       | D1                    | 31          | 16          | 3                     | 1                     | CI                             | 6                              | 1                              | 40    | 18    |
| 1997                  | Rotor Volgograd       | D1                    | 33          | 8           | 2                     | 0                     | C3                             | 5                              | 3                              | 40    | 11    |
| Sous-total            | Sous-total            | Sous-total            | 159         | 68          | 13                    | 4                     | -                              | 17                             | 6                              | 189   | 78    |
| 1997-1998             | Maccabi Haïfa         | D1                    | 13          | 3           | -                     | -                     | -                              | -                              | -                              | 13    | 3     |
| 1998-1999             | Maccabi Herzliya      | D1                    | 14          | 3           | -                     | -                     | -                              | -                              | -                              | 14    | 3     |
| 1999                  | Rotor Volgograd       | D1                    | 9           | 0           | 1                     | 0                     | -                              | -                              | -                              | 10    | 0     |
| 2000                  | Jenis Astana          | D1                    | 28          | 15          | 1                     | 0                     | -                              | -                              | -                              | 29    | 15    |
| 2001-2002             | Preußen Münster       | D3                    | 5           | 0           | -                     | -                     | -                              | -                              | -                              | 5     | 0     |
| Sous-total            | Sous-total            | Sous-total            | 69          | 21          | 2                     | 0                     | -                              | -                              | -                              | 71    | 21    |
| 2002-2003             | SC Weyhe              | D4                    | 10          | 8           | -                     | -                     | -                              | -                              | -                              | 10    | 8     |
| 2003-2004             | SC Weyhe              | D4                    | 1           | 0           | -                     | -                     | -                              | -                              | -                              | 1     | 0     |
| Sous-total            | Sous-total            | Sous-total            | 11          | 8           | -                     | -                     | -                              | -                              | -                              | 11    | 8     |
| Total sur la carrière | Total sur la carrière | Total sur la carrière | 444         | 14          | 29                    | 1                     | -                              | 17                             | 6                              | 490   | 21    |

## Palmarès
Kaïrat Almaty
- Champion du Kazakhstan en 1992.

 Rotor Volgograd
- Vice-champion de Russie en 1993 et 1997.
- Finaliste de la Coupe de Russie en 1995.

 Maccabi Haïfa
- Vainqueur de la Coupe d'Israël en 1998.

 Jenis Astana
- Champion du Kazakhstan en 2000.